# 漢考克鎮區 (堪薩斯州奧斯伯恩縣)
漢考克鎮區（英語：Hancock Township）為美國堪薩斯州奧斯伯恩縣轄下的鎮區。2010年美国人口普查中該鎮區人口有18人。

## 地理
漢考克鎮區涵蓋總面積為93.28平方（36.02平方英里），其中93.07平方（35.93平方英里）為陸地，0.21平方（0.081平方英里）或0.22%為水域。海拔高度496（1,627英尺）。

## 人口統計
根據2010年美國人口普查，漢考克鎮區人口有18人，住房10戶，人口密度為0.19人/每平方公里。此鎮區居民之種族中，白人有18人，非裔美國人有0人，美洲原住民有0人，亞裔美國人有0人，太平洋島裔美國人有0人，其他種族有0人，混血種族則有0人。此外此鎮區有0人為西班牙裔或拉丁裔美國人。

## 交通

### 主要公路
- 281號美國國道